# En dag i juni (musikalbum)
En dag i juni är ett studioalbum från 1974 av det svenska dansbandet Thorleifs.  Albumet återutgavs 1996 till CD  och MK  på skivmärket Golden Line. 
Albumet blev Thorleifs första att sälja guld.

## Låtlista
1. "Det ding-dong bultar och ringer"
2. "En dag i juni" ("Safe in My Garden")
3. "Det är sol vi behöver"
4. "Du tillhör mig"
5. "En äkta rock'n roll"
6. "Amazing Grace"
7. "Det är det bästa jag har"
8. "Krama mig igen"
9. "Svärmeri i månsken"
10. "Da Doo Ron Ron"
11. "Jag vill ha dig"
12. "Min lägenhet den vill jag ha igen" ("I'm Gonna Knock on Your Door")

### Fotnoter
1. ↑  ”Danswebb”. Arkiverad från originalet den 5 mars 2016. https://web.archive.org/web/20160305003329/http://www.dans-web.nu/skivor/index.php?pid=view&ref_cd=457. Läst 9 juni 2011.
2. ↑  ”Svensk mediedatabas”. http://smdb.kb.se/catalog/id/001456461. Läst 15 maj 2011.
3. ↑  ”Svensk mediedatabas”. http://smdb.kb.se/catalog/id/001456497. Läst 15 maj 2011.
4. ↑  ”Thorleifs”. Arkiverad från originalet den 18 augusti 2010. https://web.archive.org/web/20100818002203/http://www.thorleifs.se/sidor/Skivor/lp-skivor1974endagijuni.html. Läst 15 maj 2011.
5. ↑  ”Svensk mediedatabas”. http://smdb.kb.se/catalog/id/001511403. Läst 15 maj 2011.
6. ↑  ”Svensk mediedatabas”. http://smdb.kb.se/catalog/id/001536000. Läst 15 maj 2011.
7. ↑  ”Thorleifs” (på svenska). Sveriges Radio. 21 februari 2009. https://sverigesradio.se/artikel/2651785. Läst 3 maj 2021.